# Czy jest tu panna na wydaniu?
Czy jest tu panna na wydaniu? – polska komedia obyczajowa z 1976 roku w reżyserii Janusza Kondratiuka.

## Fabuła
Stanisław Wrona jest typowym młodym człowiekiem wsi polskiej lat 70. XX w. Po wojsku, zostaje ze starymi rodzicami na gospodarce, którą ma po nich przejąć, ale nie ma żony. O dobrą kandydatkę trudno, bowiem wszystkie odpowiednie „pouciekały do miasta”. Z pomocą więc swojego chrzestnego, wyrusza w pełną perypetii podróż, odwiedzając dalszych i bliższych krewnych w poszukiwaniu odpowiedniej kandydatki, w myśl tytułowego pytania.

## Obsada
- Jan Wrona – Stanisław Wrona
- Roman Kłosowski – Radzik, ojciec chrzestny Stasia
- Beata Andrzejewska – Beata Pazik
- Henryk Hunko – wuj Marian
- Krzysztof Kowalewski – Bąbała, kolega Radzika z wojska
- Helena Norowicz – ciotka Hela
- Regina Regulska – dziewczyna w pociągu
- Włodzimierz Saar – wuj Zygmunt
- Zbigniew Buczkowski – kelner w „Warsie”
- Jan Himilsbach – stróż w hotelu robotniczym
- Ewa Pielach – Zapiórowa
- Maria Probosz (debiut aktorski; jako Maria Zydorek) – uczennica w zakładzie fryzjerskim

## Produkcja
Zdjęcia kręcono w Pułtusku oraz we wsi Łacha (województwo mazowieckie).